# The Kid from the Klondike
The Kid from the Klondike è un cortometraggio muto del 1911. Il nome del regista non viene riportato nei credit del film, un western scritto da Rex Beach, uno scrittore dalla vita avventurosa, uno che aveva partecipato alla corsa all'oro e aveva persino vinto una medaglia d'argento con la squadra di pallanuoto alle Olimpiadi del 1904.

## Produzione
Il film fu prodotto dalla Edison Company.

## Distribuzione
Distribuito dalla General Film Company, il film - un cortometraggio in una bobina - uscì nelle sale cinematografiche statunitensi il 28 ottobre 1911.